# Lennart Wass
Lennart Wass (* 1953 in Södermalm) ist ein schwedischer Fußballtrainer. 

## Werdegang
Wass’ Trainerkarriere stand hinter seinem Familienleben zurück. So hatte er 1989 seine Heimatstadt Stockholm in Richtung Gotland verlassen, um den Drittligisten Visby IF Gute zu betreuen, kehrte aber am Ende des Jahres zurück. Kurze Zeit später erhielt er ein Angebot des Stockholmer Klubs Djurgårdens IF, Tommy Söderberg als Trainer zu beerben. Mit der Mannschaft um Stephan Kullberg, Jens Fjellström, Glenn Schiller und Anders Almgren verpasste er in der Spielzeit 1990 als Tabellenfünfter die Meisterschaftsendrunde nur knapp, im folgenden Jahr wurde er mit dem Klub in der erweiterten Endrunde ebenfalls Fünfter. Er setzte sich ins Gedächtnis der Anhänger, da einerseits der Pokalsieg durch einen 4:1-Erfolg gegen BK Häcken und andererseits in einem Ligaspiel ein 9:1-Erfolg im Lokalderby gegen Hammarby IF gelang. Dennoch verließ er den Klub nach zwei Spielzeiten.
Ein Wechsel nach Norwegen zu Molde FK platzte, da Wass sich aufgrund seiner Familie gegen einen Gang ins Ausland entschied. In der Folge arbeitete er einerseits als Lehrer und war andererseits als Betreuer im Jugend- und Amateurfußball tätig. Nachdem seine letzte Trainerstation im Erwachsenenbereich beim FC Café Opera gewesen war, hatte er 2007 gemeinsam mit dem ehemaligen Fußballspieler Tommy Davidsson die Leitung der Nachwuchsmannschaft des Stockholmer Distriktes übernommen.
Im November 2009 wurde Wass als Trainer bei Djurgårdens IF vorgestellt, um gemeinsam mit dem bisherigen Trainer Andrée Jeglertz als Duo zu arbeiten. Kurze Zeit später verkündete Jeglertz jedoch, nicht mehr in einem Duo arbeiten zu wollen und verließ den Klub. Hatte Wass zunächst an Davidsson als Partner gedacht, entschied er sich nach einem Veto der Vereinsführung für den vormaligen Jugendtrainer von Hammarby IF Carlos Banda. Hatte der Klub im Vorjahr erst in den Relegationsspielen den Klassenerhalt geschafft, erreichte er mit der Mannschaft um Johan Oremo, Sebastian Rajalakso, Kennedy Igboananike und Sharbel Touma in der Spielzeit 2010 den zehnten Tabellenrang. Nach sechs sieglosen Spielen zu Beginn der folgenden Spielzeit trennte sich der Klub Anfang Mai von ihm und bestimmte Magnus Pehrsson zu seinem Nachfolger.